# Нарушевич, Наполеон
Наполеон Нарушевич (4 сентября 1909 — 5 сентября 1992) — подполковник Народного Войска Польского.

## Биография
Происходил из польской семьи, жившей в Латвии. В 1932 окончил унтер-офицерскую школу при 4-м пехотном полку латвийской армии в Риге. До 1939 года работал строителем в Речице, Лиепае и Риге. В 1938—1939 гг. — член коммунистического Союза Молодежи Латвии. После нападения Германии на Советский Союз записался добровольцем в Красную Армию. В 1942 году окончил офицерскую пехотную школу при 1-м отдельном латышском пехотном полку Советской Армии и стал командиром взвода автоматчиков.
С 28 мая 1943 года служил в Народном Войске Польском на должности заместителя командира по строевой части, а затем командира отдельной роты противотанковых ружей 1-й пехотной дивизии. Участвовал в битве под Ленино и в боях за освобождение Варшавы. Воевал на Померанском валу и принимал участие в берлинской операции, командуя батальоном 33-го пехотного полка.
В конце 1945 года окончил курсы командиров полков и нёс службу на должностях: командир унтер-офицерской школы, командир батальона, начальник штаба, командир 12-го Колобжегского пехотного полка. Руководил действиями полка в боях с бандами УПА.
Подполковник Нарушевич 3 февраля 1948 года был назначен на должность командира 5-й Саксонской пехотной дивизии, которую занимал до 2 февраля 1950 года, а затем был уволен в запас. В 1973 году был произведен в звание полковника запаса.

## Ордена и награды
- Серебряный Крест Ордена «Virtuti Militari» (1968)[3]
- Крест Храбрых (трижды)
- Золотой Крест Заслуги
- Серебряный Крест Заслуги (дважды)